# Velabisht
Velabisht är en kommundel och en tidigare kommun i Beratprefekturen i, centrala Albanien. Vid kommunreformen 2015 blev den en del av kommunen Berat. Befolkningen var på 8 453 vid folkräkningen 2011. 